# 刺儿
刺儿是一名影视动画配音演员、有声读物播音员。原名李振，1982年6月21日生于山东。师从TVB著名配音员苏柏丽老师，在2010年进入配音圈，之后不断参与各类影视、动画、广播剧的录制，并录制了多部有声书作品，如《全职高手》和《特种兵在都市》在喜马拉雅网站播放分别达1.2亿和4.0亿（截至2017年7月），曾获天方听书网最受欢迎男播客、中国电信天翼阅读氧气听书大赛冠军、“中国好声优”播音大赛金奖。现任北京八音六合文化传媒有限公司总裁兼导演。

## 配音作品

### 代表作
| 作品名      | 上映年份 | 角色           |
| 一狱一世界  | 2015     | 司徒光、陈里良 |
| 杀破狼II    | 2015     | 范劲雄         |
| 九州·天空城 | 2016     | 天涯子         |
| 全职高手    | 2017     | 系舟           |

### 配音导演作品
| 作品名   | 上映年份 |
| -------- | -------- |
| 不良女警 | 2015     |
| 猎灵师   | 2016     |
| 屏里狐   | 2016     |
| 欲宠娇妃 | 2016     |

刺儿参与了许多广播剧的配音，其中的代表作有左耳、三言二拍 系列 、十宗罪、十宗罪2、隋唐英雄传、狄公案、虫图腾、九度空间2、实习生、逆袭等。

### 霹雳戏配音
他在霹雳布袋戏中也演绎了多个角色，最受欢迎的角色包括魔息大帝、黑衣剑少和玉梁皇等等。参与配音的篇章包括，
| 霹雳戏篇章             | 上映年份 |
| ---------------------- | -------- |
| 霹雳开天记之创神篇     | 2014     |
| 霹雳开天记之创神篇下阕 | 2015     |
| 霹雳谜城之九轮异谱     | 2015     |
| 霹雳狼烟之九轮燎原     | 2015     |
| 霹雳狼烟之万堺尘涛     | 2015     |
| 霹雳狼烟之古原争霸     | 2016     |

### 动画及游戏配音
刺儿参与过的动画配音有全职高手、双生灵探、小公主苏菲亚、许愿神龙。其中全职高手动画中为蓝溪阁第十区成员的系舟配音。
他参与过的游戏配音包括轩辕剑7、灵魂回响、蛮荒搜神记、最终幻想-零式 内测版、诛仙 手游版 、新天龙八部 手游、轩辕剑之天之痕 手游、轩辕剑之天之痕、夺宝奇兵、我的城堡等等。

### 有声书录制
刺儿最广受关注的还是他有声书的录制，从2010至今录制了许多点击破亿的优秀作品。其中最广受关注的是全职高手和特种兵在都市的有声小说（以下链接均为刺儿本人授权网站）。
| 年份 | 有声书及收听链接                |
| ---- | ------------------------------- |
| 2012 | 十方天士                        |
| 2012 | 天下第一群                      |
| 2013 | 权臣                            |
| 2013 | 诡异档案                        |
| 2013 | 国家宝藏 系列                   |
| 2013 | 历史色盲讲故事                  |
| 2013 | 掩爱                            |
| 2013 | 从月球到地球                    |
| 2014 | 斯格拉柔达                      |
| 2014 | 坏坏王爷爆笑妃                  |
| 2014 | 莫失莫忘                        |
| 2015 | 全职高手 （页面存档备份，存于） |
| 2015 | 特种兵在都市                    |
| 2015 | 史上第一混乱                    |
| 2015 | 每晚一个怪谈故事                |
| 2015 | 无遮掩的爱                      |
| 2015 | 黑道特种兵                      |
| 2015 | 何以笙箫默                      |
| 2015 | 斗破苍穹                        |
| 2015 | 校花的贴身高手                  |
| 2015 | 星河大帝                        |
| 2015 | 异世散仙                        |
| 2015 | 茅山后裔之不死传说              |
| 2015 | 云烟外传                        |
| 2015 | 裂魂道                          |
| 2015 | 少侠认栽：姑娘饶了我            |
| 2015 | 岁月是朵两生花                  |
| 2016 | 盗墓笔记                        |
| 2016 | 迷神记                          |
| 2017 | 粉色职男                        |
| 2017 | 独木成林                        |